# Jane Stevenson
Pour les articles homonymes, voir Stevenson.
Jane Fiona Catherine Stevenson (née le 18 février 1971) est une femme politique du Parti conservateur britannique qui est députée pour Wolverhampton North East de 2019 à 2024.

## Jeunesse et carrière musicale
Stevenson est née et grandit à Wolverhampton. Son père est originaire d'Irlande du Nord et s'installe à Wolverhampton dans les années 1950. Il vit à Bushbury pendant les 30 dernières années de sa vie. Sa mère est de la famille Mattox, dont les racines à Wednesdayfield remontent au XVIIIe siècle.
Avant d'entrer en politique, Stevenson travaille comme chanteuse classique. Après avoir joué avec des orchestres locaux tout en étudiant à Wolverhampton Girls 'High School, elle remporte une bourse d'entrée à la Guildhall School of Music and Drama de Londres. Après avoir terminé des études d'opéra de troisième cycle. Stevenson travaille à son compte en tant que soliste soprano pendant de nombreuses années. Elle enseigne également le chant.
Elle a des rôles avec English Touring Opera et la Early Opera Company. Elle s'est également produite lors de concerts au Royal Albert Hall et au Symphony Hall de Birmingham. Au niveau international, elle joue au Festival international des arts de Harare (HIFA) au Zimbabwe et à des concerts aux Émirats arabes unis et en Ouganda. Elle s'est produite à Paris, Rome, Berlin, Salzbourg et Vienne. Elle s'est également produite à Subotica, en Serbie, l'une des villes jumelles de Wolverhampton.

## Carrière politique
Stevenson s'intéresse à la politique depuis son adolescence. Elle assiste à la conférence du parti conservateur au début des années 1990 avec un groupe de Wolverhampton, qui comprend alors le député Nick Budgen (en), l'un des premiers rebelles de Maastricht. Après avoir fait campagne pour le départ de l'UE à Wolverhampton, Stevenson décide en 2016 de s'impliquer davantage dans le Parti conservateur. Avant de se présenter au Parlement en 2019, elle est vice-présidente de la région du pays noir et est élue conseillère municipale de Wolverhampton en 2018. Aux élections générales de 2019, elle bat la députée travailliste sortante, Emma Reynolds, qui représentait la circonscription depuis les élections générales de 2010.